# Ananda Chandra
Ananda Chandra (Anandacandra) war im 8. Jahrhundert König in Arakan, dem jetzigen Rakhaing-Staat in Birma. Er ist bekannt für seine großzügigen Bauten, die den Buddhismus fördern sollten, doch betete er auch zu hinduistischen Gottheiten.
Ananda Chandra ergänzte die Inschrift von Shit-Thaung, die dessen 18 Vorgänger bis auf den Gott Shiva zurückführt. Seine Hauptstadt war die große Stadt Vesali, die von einer Stadtmauer und einem Festungsgraben umgeben war. Die ergänzten Inschriften handeln von Tempelstiftungen des Königs und Schenkungen von Land, Sklaven und Zugtieren. Als König wachte er über das Gesetz und erließ in zahlreichen Fällen.
Das Reich Arakan war strategisch wichtig, da es für eine gewisse Zeit den Handel im Golf von Bengalen beherrschen konnte. Viele buddhistische Mönche fanden hier ein Zuhause oder reisten nach Südostasien durch.